# Prasoznawstwo
Prasoznawstwo – nauka o szeroko pojętej prasie, środkach masowego przekazu. Nauka o tworzeniu, zawartości, przekazywaniu i odbiorze prasy (drukowanej, radia i telewizji); w szerszym znaczeniu jest to wiedza o periodycznym komunikowaniu masowym.

## Kierunki badań prasoznawczych
Badania prawoznawcze zajmują się oddziaływaniem pomiędzy:
- nadawcą – dziennikarze, redakcja;
- zawartością – treściami i formami przekazu;
- mediami – gazetami, czasopismami, radiem, tv;
- skutkami oddziaływania mediów.

Badanie odbioru mediów polega m.in. na ankietowaniu odbiorców, analizie zawartości mediów, w tym językoznawstwa, a dokładniej badania perswazyjności i zrozumiałości języka, gatunkami dziennikarskimi.

## Początki prasoznawstwa
Początki badań nad prasoznawstwem datuje się na koniec XVII w. gdy w 1695 r. Kasper von Stieler wygłosił referat nad społecznym aspektem prasy i tym samym oddzielił prasę jako zjawisko odmienne od literatury. Jednak dopiero pod koniec XIX w. zaczęto dokładniej badać fenomen i znaczenie prasy:
- 1806 Uniwersytet Wrocławski – seria wykładów z zakresu teorii prasy;
- 1884 na Uniwersytecie w Bazylei Karl Bücher wygłosił wykład dotyczący socjologii prasy;
- 1892 opublikowano książkę Stanisława Czarnowskiego(inne języki) Literatura periodyczna i jej rozwój w Polsce;
- 1910 Max Weber jako pierwszy stworzył tzw. socjologię czasopiśmiennictwa;
- 1916 powstaje pierwsza placówka prasoznawcza w Niemczech;
- lata 70. w USA powstaje termin komunikowanie masowe;

## Prasoznawstwo w Polsce
Termin prasoznawstwo wprowadził do Polski Stanisław Jarkowski, uznawany przez Mirosława Kafela za pioniera polskiego prasoznawstwa, na równi z Wincentem Trzebińskim i Józefem Wasowskim. Jeszcze przed I wojną światową zainicjował prowadzenie badań prasoznawczych oraz utworzenie archiwum prasowego. Po II wojnie był organizatorem Polskiego Instytutu Prasoznawczego. Ponadto stworzył serię Biblioteki Prasowej Polskiej.
Wielką rolę w polskim prasoznawstwie odegrał również Mieczysław Kafel (1912-1971), który jest autorem pierwszego w Polsce podręcznika o prasoznawstwie.

### Instytucje prasoznawcze w Polsce
- 1956 w Polsce powstaje Ośrodek Badań Prasoznawczych, który od roku 1990 jest jednostką organizacyjną Uniwersytetu Jagiellońskiego. Od 1 października 1998 r. na prawach katedry w Instytucie Dziennikarstwa i Komunikacji Społecznej UJ.
- 1958 OBP wydaje „Zeszyty Prasoznawcze” – kwartalnik naukowy. Redaktorem naczelnym jest Wojciech Kajtoch.

### Prawo prasowe
W Polsce obowiązuje Prawo prasowe – jest to ustawa z 26.01.1984 r. zaś funkcjonowanie pozostałych mediów reguluje ustawa o radiofonii i telewizji z 29.12.1992 r.
Polskie prawo prasowe gwarantuje m.in. wolność wypowiedzi, prawo do informowania i zbierania, pozyskiwania informacji, ochronę informatorów. Mówi również o jawności życia publicznego (zakaz zatajania faktów) i o zasadzie prawdy.